# Гутаперчевий хлопчик (фільм, 1957)
«Гутаперчевий хлопчик» — радянський художній фільм 1957 року, екранізація однойменної повісті російського письменника Д. В. Григоровича.

## Сюжет
Кінець XIX століття. Петя, восьмирічний сирота, відданий «в навчання» німцю-акробату Карлу Беккеру, який лайкою і побоями долучає нового помічника до циркової професії і нещадно експлуатує дитину у своїх виступах. Єдиною втіхою, що скрашує суворе життя «гутаперчевого хлопчика», як іменували Петю на афішах, була турбота килимного клоуна Едвардса (одна з кращих ролей Олексія Грибова), який жалів сироту й потайки навчав його справжнього циркового мистецтва. Під час одного з виступів Петя, виконуючи на вимогу Беккера складний трюк, на очах публіки зірвався з висоти.

## У ролях
- Олександр Попов — Петя, «гутаперчевий хлопчик»
- Олексій Грибов — клоун Едвардс
- Михайло Названов — акробат Беккер
- Інна Федорова — Варвара Якимівна
- Ольга Вікландт — Марія Павлівна
- Іван Коваль-Самборський — директор цирку
- Андрій Попов — граф Лістоміров
- Маріанна Стриженова — графиня
- Олександра Попова — тітка Соня
- Наталія Волкова — епізод
- Марина Гуткович — епізод
- Віктор Ларін
- Афанасій Кочетков — епізод
- Сергій Філіппов — епізод
- Володимир Грибков — епізод
- Володимир Кириллін — епізод
- Микола Степанов — епізод
- Володимир Піцек — епізод

## Знімальна група
- Автор сценарію: Михайло Вольпін
- Режисер: Володимир Герасимов
- Оператор: Галина Пишкова
- Композитор: Антоніо Спадавеккіа
- Художник: Георгій Турильов
- Заступник директора картини: Сергій Каграманов